# Михайлівка Перша
Миха́йлівка Пе́рша — село в Україні, у Котелевській селищній громаді Полтавського району Полтавської області. Населення становить 114 осіб. До 2020 орган місцевого самоврядування — Сидоряченська сільська рада.

## Географія
Село Михайлівка Перша знаходиться на берегах річки Котелевка, вище за течією примикає село Котелевка, нижче за течією на відстані 6 км розташоване селище Котельва. Річка в цьому місці пересихає, на ній зроблено кілька загат.

## Історія
Перші поселення на місці села Михайлівка Перша були засновані в кінці XVIII століття - початку XIX століття, під час заселення Слобожанщини. У «Пам'ятній книзі», виданій в 1867 році, йдеться про те, що на території сучасного села Михайлівка Перша в той час перебувало три хутори: Михайлівський - 11 дворів, Іванівський - 12 дворів, Лопуховатий - 14 дворів. Під час реформи 1861 року хутір Михайлівський був власністю пана Подольського, хутір Іванівський належав панові Матюшинському, а хутір Лопуховатий був власністю пана Запорожця.
12 червня 2020 року, відповідно до розпорядження Кабінету Міністрів України № 721-р «Про визначення адміністративних центрів та затвердження територій територіальних громад Полтавської області», село увійшло до складу Котелевської селищної громади.
19 липня 2020 року, в результаті адміністративно - територіальної реформи та ліквідації  Котелевського району, село увійшло до складу новоутвореного Полтавського району.

## Економіка
- ФГ «Мир»

## Об'єкти соціальної сфери
- Школа I-II ст.
- Будинок культури.